# Калама
Калама (шп. Calama) је општина у Чилеу. По подацима са пописа из 2002. године број становника у месту је био 126.135.

## Демографија
| 2002.   |
| ------- |
| 126.135 |